# Ryan Wilson (athlétisme)
Pour les articles homonymes, voir Ryan Wilson.
Ryan Wilson (né le 19 décembre 1980 à Gahanna) est un athlète américain spécialiste du 110 mètres haies, vice-champion du monde en 2013.

## Carrière
Étudiant à l'Université de Californie du Sud, Ryan Wilson remporte le 110 m haies des Championnats NCAA 2003. Le 2 juin 2007 à New York, l'Américain établit le meilleur temps de sa carrière en 13 s 02. L'année suivante, il se classe troisième de la Finale mondiale d'athlétisme de Stuttgart derrière son compatriote David Oliver et le Tchèque Petr Svoboda.

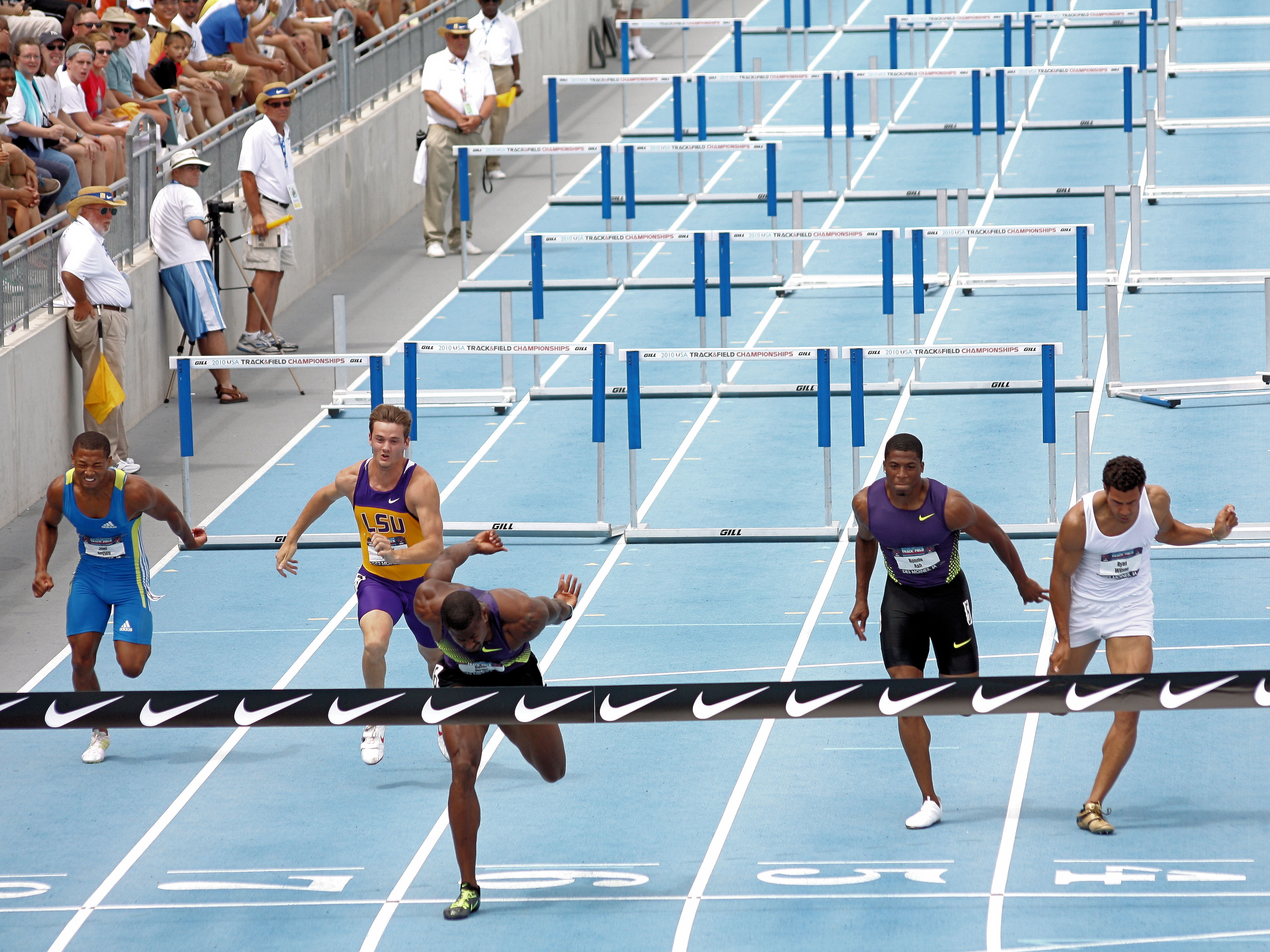
Ryan Wilson (à droite) lors des Championnats des États-Unis 2010

En 2010, Ryan Wilson termine deuxième des Championnats des États-Unis en 13 s 17, loin derrière David Oliver. Il obtient par la suite plusieurs places de deuxième à l'occasion des meeting de la Ligue de diamant de Eugene, Monaco et Paris où il réalise avec 13 s 12 son meilleur temps depuis la saison 2007.
À 32 ans, il remporte en 13 s 08 les championnats américains à Des Moines en juin 2013 et est sélectionné pour la première fois en équipe nationale pour les championnats du monde.
Le 12 août 2013, lors des Championnats du monde à Moscou, Ryan Wilson remporte la médaille d'argent derrière David Oliver et devant Sergueï Choubenkov.
Il revient sur les pistes en 2016 en parallèle de sa carrière d'entraîneur (il entraîne depuis 2012 la double championne du monde en salle 2014 et 2016, Nia Ali).
Il met un terme à sa carrière le 20 mai 2017, à 36 ans.

## Palmarès
| Date | Compétition           | Lieu             | Résultat | Temps       |
| ---- | --------------------- | ---------------- | -------- | ----------- |
| 2006 | DécaNation            | Paris            | 1re      | 110 m haies |
| 2007 | Finale mondiale       | Stuttgart        | -        | DQ          |
| 2008 | Finale mondiale       | Stuttgart        | 3e       | 13 s 54     |
| 2009 | Finale mondiale       | Thessalonique    | 8e       | 14 s 19     |
| 2010 | Ligue de diamant      | Ligue de diamant | 3e       | détails     |
| 2013 | Championnats du monde | Moscou           | 2e       | 13 s 13     |
| 2013 | Ligue de diamant      | Ligue de diamant | 3e       | détails     |

## Records
| Épreuve     | Performance | Lieu     | Date            |
| ----------- | ----------- | -------- | --------------- |
| 110 m haies | 13 s 02     | New York | 2 juin 2007     |
| 60 m haies  | 7 s 75      | New York | 11 février 2012 |